# America First
America First (deutsch „Amerika zuerst“) ist eine politische Einstellung, die US-amerikanischen Nationalismus und Anti-Interventionismus betont. Sie hat ihren Ursprung im Isolationismus in den ersten Jahren der jungen Republik unter den Präsidenten Thomas Jefferson und James Madison. Der Anti-Interventionismus fand insbesondere durch den Mexikanisch-Amerikanischen Krieg und aufkommenden Imperialismus vor dem Hintergrund der Manifest Destiny ab der Mitte des 19. Jahrhunderts ein vorläufiges Ende. America First erlebte eine erneute Blüte unter den politischen Gruppen, die gegen den Eintritt der USA in den Ersten und Zweiten Weltkrieg kämpften, und wurde später von Donald Trump wiederbelebt. Die Einstellung wird in den USA auch negativ beurteilt, wobei mangelndes Interesse an internationaler Zusammenarbeit als America alone („Amerika allein“) kritisiert wird.

## Begriffsherkunft
Die Ursprünge von America First liegen im Isolationismus der Vereinigten Staaten in ihrer Frühphase. Der Autor Bill Kauffman führt als Beleg hierfür die präsidiale Abschiedsrede George Washingtons vom September 1796 an. Washington rief in dieser dazu auf, zwar die Handelsbeziehungen zum Rest der Welt zu intensivieren aber so wenig politische Verbindungen wie möglich einzugehen. In der gleichen Ansprache warnte er zudem vor einer zu starken Macht des Militärs, die die Freiheit gefährdete. Kauffman sieht hier eine Traditionslinie US-amerikanischen Populismus', der den Isolationismus der Gründerväter und ersten Präsidenten als ein zentrales Element habe. Daraus rührte entsprechend eine Ablehnung von Imperialismus und Militärinterventionen, im Konkreten eine Opposition gegen den Spanisch-Amerikanischen Krieg und die Kolonialisierung der Philippinen Ende des 19. Jahrhunderts.
Im Zusammenhang mit dem Ersten Weltkrieg benutzte bereits 1915 der amtierende US-Präsident Woodrow Wilson den Slogan: Er forderte unter anderem eine Registrierung eingebürgerter Personen und wollte diejenigen absondern, welche andere Länder gegenüber den USA bevorzugten.
Laut Eric Rauchway war „America First“ in den 1930er-Jahren ein Motto von US-amerikanischen Sympathisanten des Nationalsozialismus: Als die Nationalsozialisten ihre Herrschaft über Deutschland festigten, begann der US-Medienbaron William Randolph Hearst mit dem Slogan gegen den damaligen US-Präsidenten Franklin Roosevelt zu agitieren. Hearst betrachtete ihn als Gefahr dafür, „den internationalen Bankiers und den anderen großen Einflüssen, die mit Deinem Wohlstand gespielt haben, zu erlauben, mit Deiner Politik zu spielen“. Hearst beurteilte Roosevelts grundlegende Wirtschafts- und Sozialreformen gegen die Weltwirtschaftskrise Ende der 1920er und im Verlauf der 1930er Jahre („New Deal“) als „im Mark unamerikanisch“ und „kommunistischer als die Kommunisten“ – im Gegensatz zum Nationalsozialismus, von dem er glaubte, er habe für „freiheitsliebende Menschen“ überall auf der Welt einen großen Sieg in der Abwehr des Kommunismus gewonnen. Mit Beginn des Zweiten Weltkriegs in Europa und der rasanten Eroberung dieses Kontinents durch Hitler-Deutschland begann Roosevelt, seine Verwaltung stärker auf Hilfe für diejenigen auszurichten, die gegen Nationalsozialisten kämpften. Damit zog er den Zorn verschiedener anti-interventionistischer Gruppen auf sich, angefangen von engagierten religiösen oder prinzipiellen Pazifisten bis hin zu US-amerikanischen Kommunisten, welche den Hitler-Stalin-Pakt unterstützten und damit die Vorstellung, dass die Vereinigten Staaten sich aus dem europäischen Krieg heraushalten sollten.
Das „America First Committee“ (AFC) war bis zum Dezember 1941 die größte Organisation der Isolationisten in den Vereinigten Staaten, sein Sprecher war bald nach der Gründung 1940 der bekannte Flieger und laut Rauchway enthusiastische Faschist Charles Lindbergh.
Nach Rauchway goutierte auch der Autobauer und prominente Antisemit Henry Ford das Motto „America First“: „Mit vielen anderen kämpften sie gegen Gruppierungen, welche laut Lindbergh die USA in den Krieg trieben: die Engländer, die Juden und die Roosevelt-Regierung.“

## Entwicklung ab 1990
Der konservative US-amerikanische TV-Kommentator, Journalist und Politiker Pat Buchanan hat wiederholt „America First“ als Slogan verwendet, z. B. in einem Artikel für einen Beitrag auf theAmericanCause.org im Oktober 2004. Im Anschluss daran wird der Slogan heute in den USA den „Paläokonservativen“ zugeordnet, aber auch mit dem Wunsch verknüpft, zu einer nicht-interventionistischen Außenpolitik zurückzukehren.
David Duke, Grand Wizard des Ku-Klux-Klans, erläuterte 1991 auf der Homepage zu seiner gescheiterten – und von Pat Buchanan unterstützten – Senatskandidatur in Louisiana eine „America First Foreign Policy!“ („America First-Außenpolitik“).
1992 wurde der Begriff von dem libertären Vordenker Murray Rothbard verwendet mit der Forderung, die Entwicklungshilfe einzustellen und das Geld stattdessen der US-Wirtschaft zukommen zu lassen. Murrays Forderungskatalog ähnelt dabei bereits den Thesen von Trumps Wahlkampf 2016.
Der am 8. November 2016 gewählte US-Präsident Donald Trump fasste seit dem Wahlkampf Mitte 2016 seine gesamte Politik unter dieses Motto. In seiner Antrittsrede anlässlich seiner Amtseinführung am 20. Januar 2017 kündigte er an, von nun an werde eine neue Vision die USA regieren: „America First“. Bereits am 21. Januar 2017 standen auf der Homepage des Weißen Hauses Grundzüge seiner „Amerika-zuerst-Außenpolitik“ und eines „Amerika-zuerst-Energieplans“. Trump distanzierte sich gegenüber der New York Times von der früheren Nutzung des Slogans in den USA, er sei „als nagelneue, sehr moderne Bezeichnung verwendet [worden]“ („It was used as a brand-new, very modern term“), er wolle sich „um dieses Land [die USA] zuerst kümmern, bevor wir uns um alle anderen in der Welt sorgen“ („take care of this country first before we worry about everybody else in the world“).
Trump reagierte spät und halbherzig auf die COVID-19-Pandemie in den Vereinigten Staaten. Am 15. Mai 2020 wurde Operation Warp Speed offiziell begonnen. Trump unterzeichnete am 8. November 2020 (fünf Tage nach seiner Niederlage bei der Präsidentschaftswahl am 3. November 2020) Executive Order Nr. 13962. Diese verbietet es, in den USA produzierte Impfstoffe zu exportieren. Dies verursachte im Januar 2021 insbesondere in Europa Lieferverzögerungen, wofür die Lieferunternehmen verantwortlich gemacht wurden. US-Präsident Joe Biden nahm am Tag seiner Amtseinführung (20. Januar 2021) Teile der America-First-Dekrete zurück, nicht aber das Dekret zum Exportstopp für COVID-19-Impfstoffe. Im März 2021 lehnte Biden die Bitte der EU und von AstraZeneca ab, einen Lagerbestand von weniger als 10 Millionen Impfdosen zum Export freizugeben. Die Pressesprecherin Jen Psaki erklärte dazu, dass die US-Amerikaner zuerst kämen und es das Ziel sei, dass die USA „over-supplied and over-prepared“ seien. Zeitgleich drängte die US-Regierung die Bundesstaaten zur Beschleunigung ihrer Impfanstrengungen, weil neue ansteckendere COVID-Mutanten (zum Beispiel B.1.1.7) sich ausbreiten.

## Rezeption
Der 2004 erschienene Roman Verschwörung gegen Amerika von Philip Roth basiert auf einem von Roth entwickelten alternativen Geschichtsverlauf: Fiktional setzt sich darin America First durch, und mit Charles Lindbergh als Präsident wächst der Antisemitismus in den USA.
Der niederländische Komiker, Schriftsteller, Fernsehmoderator und Musikproduzent Arjen Lubach zeigte Ende Januar 2017 in seiner satirischen Fernsehsendung Zondag met Lubach (Sonntag mit Lubach) den Beitrag America First – The Netherlands second, in dem er die Niederlande als bestes Land Europas darstellte und Trump darum bat, es zum zweitwichtigsten Land der USA nach ihrer selbst zu machen. Jan Böhmermann übertrug die niederländische Version in seiner satirischen Late-Night-Show Neo Magazin Royale vom 2. Februar 2017 in Zusammenarbeit mit rund zwölf anderen europäischen Late-Night-Shows auf Deutschland und regte Kollegen europaweit an, für die Homepage everysecondcounts.eu („Who wants to be the second?“ – „Wer will Zweiter sein?“) jeweils eine eigene nationale Version zu fertigen; wenige Tage später war die Aktion weltweit nachgeahmt, z. B. aus Australien, dem Iran („Iran vor Irak, warum auch immer.“), Marokko oder Namibia.